# 盐商周氏大院
盐商周氏大院位于中国山西省运城市盐湖区东城街道府东街社区府东街72号，为建于清代的古建筑。2015年6月8日，公布为第二批运城市文物保护单位。